# Ranapalus rotundifolius
Ranapalus rotundifolius là một loài thực vật có hoa trong họ Huyền sâm. Loài này được (Michx.) Pennell miêu tả khoa học đầu tiên năm 1919.